# Трилогија Другачија: Побуњени
Трилогија Другачија: Побуњени (енгл. The Divergent Series: Insurgent) је научнофантастични филм из 2015. године редитеља Роберт Швенткеа и наставак филма Другачија из 2014. године. Сценаристи су Брајан Дафилд, Акива Голдсман и Марк Бомбак по роману Побуњени Веронике Рот. Продуценти филма су Даглас Вик, Луси Фишер и Поуа Шабазиан. Музику је компоновао Џозеф Трапаниз.
Глумачку екипу чине Шејлин Вудли, Тео Џејмс, Октавија Спенсер, Џај Картни, Реј Стивенсон, Зои Кравиц, Мајлс Телер, Ансел Елгорт, Маргарет Кугли, Наоми Вотс и Кејт Винслет. Светска премијера филма је била одржана 20. марта 2015. у САД.
Буџет филма је износио 110 милиона долара а зарада од филма је 297,3 милиона долара.

## Улоге
| Глумац           | Улога          |
| ---------------- | -------------- |
| Шејлин Вудли     | Беатрис Прајор |
| Тео Џејмс        | Тобиас Итон    |
| Октавија Спенсер | Џоана Рејес    |
| Џај Картни       | Ерик           |
| Реј Стивенсон    | Маркус Итон    |
| Зои Кравиц       | Кристина       |
| Мајлс Телер      | Питер Хејз     |
| Кејт Винслет     | Џанин Метјуз   |